# David Sterne
Pour les articles homonymes, voir Sterne (homonymie).
David Sterne est un acteur britannique.

## Filmographie

### Cinéma
- 1973 : Le Meilleur des mondes possible
- 1975 : Le Froussard héroïque : un policier
- 1977 : Sinbad et l'Œil du tigre : Aboo-Seer
- 1978 : Let's Get Laid : Sergent Millicent
- 1981 : Venin : un chauffeur
- 1996 : Surviving Picasso : l'homme qui attend
- 1997 : Forever : le gardien de prison
- 1997 : So This Is Romance? : Murray
- 1998 : La Malédiction de la momie : Morris
- 1998 : Jinnah : Birtwhistle
- 2000 : Sabotage : Général Nicamore
- 2001 : Chevalier : le chevalier retraité
- 2001 : Killing Angel : Détective Marlowe
- 2001 : Superstition : Vassi
- 2004 : Vanity Fair : La Foire aux vanités : le chauffeur de la Reine
- 2005 : Harry Potter et la Coupe de feu : le ministre de la sorcellerie
- 2006 : Treasure Island Kids: The Battle of Treasure Island
- 2006 : Pirates des Caraïbes : Le Secret du coffre maudit : Edinburgh Cook
- 2006 : Jam : Geoffrey
- 2007 : Elizabeth : L'Âge d'or : le caviste
- 2008 : RocknRolla : un barman
- 2009 : Slaughter : Jorgen
- 2009 : Good Morning England : le capitaine du Marianne
- 2009 : Shadows in the Sun : Roger
- 2009 : Dorian Gray : le propriétaire du théâtre
- 2010 : Wolfman : M. Kirk
- 2010 : National Theatre Live : Capitaine Roberts
- 2010 : Never Let Me Go : Keffers
- 2010 : Les Voyages de Gulliver : le chef de chantier
- 2010 : Round Ireland with a Fridge : Mac
- 2012 : N. F. A. (No Fixed Abode) : John
- 2012 : Action ou Vérité : Woodbridge
- 2014 : 300 : La Naissance d'un empire : le vieil homme d'État
- 2014 : Blood Moon: Year of the Wolf : Charlie Packham
- 2014 : Alliés : Pierre
- 2015 : Arthur et Merlin : Roi Vortigern
- 2015 : Legacy : le sans-abris

### Télévision
- 1964 : Crossroads : Brian Hobbs
- 1973 : Justice : Lorimer (1 épisode)
- 1974 : Les Mystères d'Orson Welles : Webb (1 épisode)
- 1974 : Warship : Sergent Watkins (2 épisodes)
- 1975 : Hôpital central (General Hospital) : Dr Bob Yates (1 épisode)
- 1976 : Z-Cars : Sayer Maitland (1 épisode)
- 1976 : Regan : Ted Parkin (1 épisode)
- 1977 : Horse in the House : Bill (6 épisodes)
- 1978 : Blake's 7 : un gardien (1 épisode)
- 1978 : Law and Order : Maurice Head (1 épisode)
- 1980 : A Tale of Two Cities : l'homme sur le quai (1 épisode)
- 1989 : Saracen (1 épisode)
- 1990-2008 : The Bill : plusieurs personnages (7 épisodes)
- 1992 : Tous les rêves sont permis
- 1993 : Les Règles de l'art : le conducteur du van (1 épisode)
- 1994 : Birds of a Feather (en) : un policier (1 épisode)
- 1994 : The Vicar of Dibley : Angry Man (1 épisode)
- 1996 : Les Piégeurs : Frank Uttley (3 épisodes)
- 1998 : Grafters : Bill
- 1997-2005 : Casualty : Ron Wadham, Jim et Arthur (3 épisodes)
- 2000 : Meurtres en sommeil : Harvey (1 épisode)
- 2000-2003 : Down to Earth : Bill Thompson (11 épisodes)
- 2001 : Holby City : plusieurs personnages (3 épisodes)
- 2002 : La Brigade du courage : Graham (1 épisode)
- 2002-2014 : Doctors : Walter Brannigan (3 épisodes)
- 2003 : The Queen's Nose : le chef (6 épisodes)
- 2004 : The Mysti Show : Professeur Dust (21 épisodes)
- 2007-2008 : Holby Blue : Sergent Edward Macfadden (18 épisodes)
- 2009 : Robin des Bois : le vieil homme (1 épisode)
- 2009 : Merlin : l'apothicaire (1 épisode)
- 2010 : Les Arnaqueurs VIP : Bob (1 épisode)
- 2011 : Meurtres au paradis : Neville (1 épisode)
- 2011 : Coronation Street : Jonno Richardson (1 épisode)
- 2012 : Un monde sans fin : Juge Whitfield (1 épisode)
- 2012 : Hunted : Dave Ryder (6 épisodes)
- 2013 : Da Vinci's Demons : Blind Beggard (3 épisodes)
- 2013 : Doc Martin (en) : Bellamy (1 épisode)
- 2013 : Atlantis : Dymas (1 épisode)
- 2014 : The Midnight Beast : le sans-abris (1 épisode)
- 2014-2015 : Detectorists : l'abbé (6 épisodes)
- 2020 : La Chronique des Bridgerton : Robert, le fermier (1 épisode)